# Emanuel Jacobina
Emanuel Jacobina (Rio de Janeiro, 21 de fevereiro de 1962) é um roteirista e autor de telenovelas brasileiro, sendo um dos criadores do seriado Malhação.
Jacobina começou a carreira como roteirista de programas humorísticos como: "Sai de Baixo", "Casseta & Planeta, Urgente!", "Dóris para Maiores", "Os Trapalhões", "Caça Talentos" e "A Grande Família". Foi um dos criadores de Malhação, juntamente com Andréa Maltarolli. Foi membro do grupo de humor Obrigado Esparro. Escreveu a sua primeira telenovela, Coração de Estudante, em 2002. Foi colaborador das novelas Kubanacan e Beleza Pura.

## Trabalhos
| Ano  | Trabalho                       | Emissora | Escalação                     | Parceiros Titulares                   | Referências  | Nota         |
| ---- | ------------------------------ | -------- | ----------------------------- | ------------------------------------- | ------------ | ------------ |
| 1988 | TV Pirata                      | TV Globo | Autor com o Casseta e Planeta | Casseta e Planeta                     | [ 7 ]        |              |
| 1991 | Doris para Maiores             | TV Globo | Autor com o Casseta e Planeta | Casseta e Planeta                     | [ 7 ]        |              |
| 1992 | Casseta e Planeta, Urgente!    | TV Globo | Autor com o Casseta e Planeta | Casseta e Planeta                     | [ 7 ]        |              |
| 1994 | Os Trapalhões                  | TV Globo | Colaborador                   |                                       | [ 7 ]        |              |
| 1995 | Malhação 1995                  | TV Globo | autor principal               | Andréa Maltarolli                     | [ 4 ]        | Temporada 1  |
| 1996 | Malhação de Verão              | TV Globo | autor principal               | Andréa Maltarolli                     | [ 4 ]        |              |
| 1996 | Malhação 1996                  | TV Globo | autor principal               | Andréa Maltarolli                     | [ 4 ]        | Temporada 2  |
| 1997 | Malhação 1997                  | TV Globo | autor principal               | Andréa Maltarolli                     | [ 4 ]        | Temporada 3  |
| 1997 | Caça Talentos                  | TV Globo | autor principal               | Denise Bandeira Mauro Wilson          | [ 8 ]        | Temporada 3  |
| 1998 | Malhação 1998                  | TV Globo | autor principal               | Andréa Maltarolli                     | [ 4 ]        | Temporada 4  |
| 1996 | Sai de Baixo                   | TV Globo | autor com o Obrigado Esparro  | Grupo Obrigado Esparro                | [ 7 ]        |              |
| 1999 | Malhação 1999                  | TV Globo | autor principal               |                                       | [ 4 ]        | Temporada 6  |
| 2000 | Malhação 2000                  | TV Globo | supervisão de texto           | Andréa Maltarolli                     | [ 4 ]        | Temporada 7  |
| 2001 | Malhação 2001                  | TV Globo | supervisão de texto           | Andréa Maltarolli                     | [ 4 ]        | Temporada 8  |
| 2001 | A Grande Família               | TV Globo | autor com o Obrigado Esparro  | Grupo Obrigado Esparro                | [ 7 ]        |              |
| 2002 | Coração de Estudante           | TV Globo | autor principal               | Carlos Lombardi (supervisão de texto) | [ 4 ]        |              |
| 2003 | Kubanacan                      | TV Globo | colaborador                   | Carlos Lombardi                       | [ 4 ]        |              |
| 2008 | Beleza Pura                    | TV Globo | colaborador                   | Andréa Maltarolli                     | [ 4 ]        |              |
| 2010 | Malhação                       | TV Globo | autor principal               |                                       | [ 4 ]        | Temporada 18 |
| 2015 | Malhação: Seu Lugar no Mundo   | TV Globo | autor principal               | [ 4 ]                                 | Temporada 23 |              |
| 2016 | Malhação: Pro Dia Nascer Feliz | TV Globo | autor principal               | [ 4 ]                                 | Temporada 24 |              |
| 2019 | Malhação: Toda Forma de Amar   | TV Globo | autor principal               | [ 4 ]                                 | Temporada 27 |              |